# Werner Wenzel (Unternehmer)
Werner Wenzel (* 1. April  1937 in Heigenbrücken; † 22. Mai 2006) war ein deutscher Unternehmer der Messwerkzeugbranche.

## Leben und Unternehmen
Werner Wenzel absolvierte mit 22 Jahren seine Mechaniker-Meisterprüfung und stieg 1958 in Aschaffenburg als Betriebsleiter in ein Messzeuge-Herstellerunternehmen ein. Wenzel hat im Jahr 1968 neben seinem „Privathaus in Wiesthal einen eigenen Betrieb[, die Wenzel Präzision GmbH,] gegründet und stellte zunächst mit drei Angestellten Prüfgeräte und Messwerkzeuge her“. 1990 hatte das Unternehmen bereits 130 Beschäftigte und 2000 stieg diese Zahl auf 265 Beschäftigte an.
Das Familienunternehmen für Kalibriermaschinen mit Koordinatenmesstechnik firmiert heute als Wenzel Group GmbH & Co. KG. Es hat sich „von einem mittelständischen Unternehmen zu einem weltweit agierenden Konzern mit mehr als 630 Mitarbeitern entwickelt“. Nach eigenen Angaben arbeiten Stand 2023 in den 15 Niederlassungen weltweit 500 Mitarbeiter für das Unternehmen und erzielen damit einen Umsatz von mehr als 80 Millionen Euro. Es wird heute in der zweiten Generation von seiner Tochter Heike Wenzel und ihrem Ehemann Heiko Wenzel-Schinzer geleitet; Kunden sind die Autoindustrie und die Produktionskontrolle.
Für die Präzision werden Bearbeitungs- und Lagerräume temperiert und die Fabrik wurde entfernt von Verkehrseinrichtungen erstellt, um Erschütterungen zu vermeiden.
Die Sparten Verzahnungsmesstechnik und "Styling Solutions" wurden 2018 aus der Gruppe gelöst und werden vom Sohn Frank Wenzel fortgeführt.

### Hotel
Da die strukturschwache Spessartregion kaum Hotels für die Besucher der Firma bot, baute Werner Wenzel vor Ort in Heigenbrücken das Hotel Villa Marburg mit Restaurant, das im Guide Michelin gelistet ist. Geschäftsführerin ist seine Tochter Heike Wenzel.

### Ehrenämter
Wenzel war langjähriger Obermeister der früheren Mechanikerinnung Unterfranken auf regionaler Ebene und stellv. Landesinnungsmeister auf Landesebene. In der Handwerkskammer Unterfranken war er Vorsitzender im Gesellen- und Meister-Prüfungsausschuss und 1984 bis 2006 ordentliches Mitglied der Vollversammlung. Außerdem war er Vereidigter Sachverständiger.

## Ehrungen
In zwei Orten, Heigenbrücken und Wiesthal, die den Schwerpunkt seiner Tätigkeit bildeten, wurde je eine Straße nach ihm benannt. Im Jahr 1993 erhielt er den Bayerischen Staatspreis für innovative Entwicklung und 2002 das Bundesverdienstkreuz am Bande.